# 트리스틴 메이스
트리스틴 메이스(영어: Tristin Mays, 1990년 6월 10일 ~ )는 미국의 배우, 가수이다.

## 출연 작품
- 해피 버스데이! (2016)
- 더 웨딩 링거 (2015)
- 선더스트럭 (2012)
- 빅 타임 러쉬 시즌1 (2009)